# Abdsamiya
Abdsamiya fut un roi de Hatra, une ancienne cité et royaume de Mésopotamie. Il régna d’environ 180 à 205 apr. J.-C. Abdsamiya était le fils du roi Sanatruq I et le père de Sanatruq II. Abdsamiya est connu par huit inscriptions retrouvées à Hatra. L'une d’elles mentionne la construction d’un portique pour le roi et est datée de l'an 504 de l'ère séleucide (192/193 apr. J.-C.). Une autre inscription figure sur une statue et date de 201/202 apr. J.-C. Abdsamiya est probablement également mentionné par Hérodien (3.1.3), où il est nommé Barsemias. Il y est rapporté qu’il soutint Pescennius Niger contre Septime Sévère en 192 apr. J.-C,.

## Littérature
- Michael Sommer: Hatra. Geschichte und Kultur einer Karawanenstadt im römisch-parthischen Mesopotamien. von Zabern, Mainz 2003,  (ISBN 3-8053-3252-1), p. 23-24.